# Wielgomłyny
Wielgomłyny is een dorp in de Poolse woiwodschap Łódź. De plaats maakt deel uit van de gemeente Wielgomłyny en telt 870 inwoners.